# Brce
Brce este o localitate din comuna Ilirska Bistrica, Slovenia, cu o populație de 35 de locuitori.